# Orlando Letelier
Marcos Orlando Letelier del Solar, född 13 april 1932 i Temuco, Chile, död (mördad) 21 september 1976 i Washington D.C., USA, var en chilensk politiker och diplomat.

## Biografi
Letelier var son till Orlando Letelier Ruiz och Inés del Solar Rosenberg. Han föddes i staden Temuco i södra Chile, men kom att spendera stora delar av sin barndom i Santiago efter att familjen flyttat dit. År 1949 började Letelier studera juridik och ekonomi vid Universidad de Chile, och tog examen därifrån 1954. Han började sedan arbeta som tjänsteman inom kopparindustrin, men avskedades därifrån 1959, då han engagerat sig för socialisten Salvador Allendes kandidatur till presidentposten året innan. Samma år flyttade Letelier med familj till Venezuela, där han arbetade som ekonom för Interamerikanska utvecklingsbanken (IDB) och rådgivare åt FN. 
Letelier återvände till Chile efter att Allende valts till landets president 1970, och utnämndes året därpå till ambassadör i USA. Som landets USA-ambassadör fick Letelier bland annat försvara nationaliseringen av de chilenska koppargruvorna, som dittills ägts av amerikanska företag. I maj 1973 befordrades Letelier till utrikesminister av Allende. I augusti samma år kom han under några veckor att överta posterna som inrikesminister, och därefter försvarsminister. 
Efter Augusto Pinochets militärkupp i september 1973 greps Letelier och fängslades på Isla Dawson i södra Chile, där han utsattes för tortyr. Efter internationella påtryckningar frigavs han 1974 och flydde till Venezuela, varifrån han sedan gick i exil i USA. I exilen arbetade Letelier för tankesmedjan Institute for Policy Studies, och undervisade vid American University i Washington, D.C.. Han kom att framstå som en ledande kraft i motståndet mot Pinochets diktatur och i kampen för ett demokratiskt Chile; bland annat författade han flera kritiska artiklar om de så kallade "Chicago Boys" inflytande över den chilenska ekonomin, och motverkade utbetalningar av lån till Pinochets regim.
Den 21 september 1976 mördades Letelier av en bilbomb i Washington, D.C., som planterats av Pinochetregimens säkerhetstjänst DINA på direkt order av Pinochet. Även Leteliers 25-åriga assistent Ronni Karpen Moffitt dödades i attentatet, och hennes make Michael Moffitt skadades.
Attentatet, som var en del i Operation Condor, kom att anstränga de dittills goda relationerna mellan Pinochetregimen och USA; 1978 utlämnades Michael Townley, en amerikansk medborgare som arbetade för DINA, till USA, och dömdes där till fängelse för att ha planerat och genomfört attentatet. Pinochets regim vägrade dock utlämna DINA-chefen Manuel Contreras och generalen Pedro Espinoza, som även de planerade attentatet. År 1995, efter Pinochetregimens fall, ställdes Espinoza slutligen inför rätta i Chile och dömdes till fängelse för morden på Letelier och Moffitt.

## Bilder

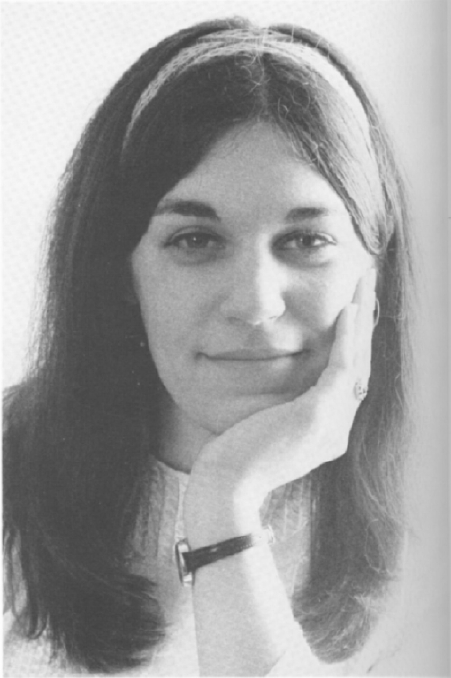
Ronni Moffitt.
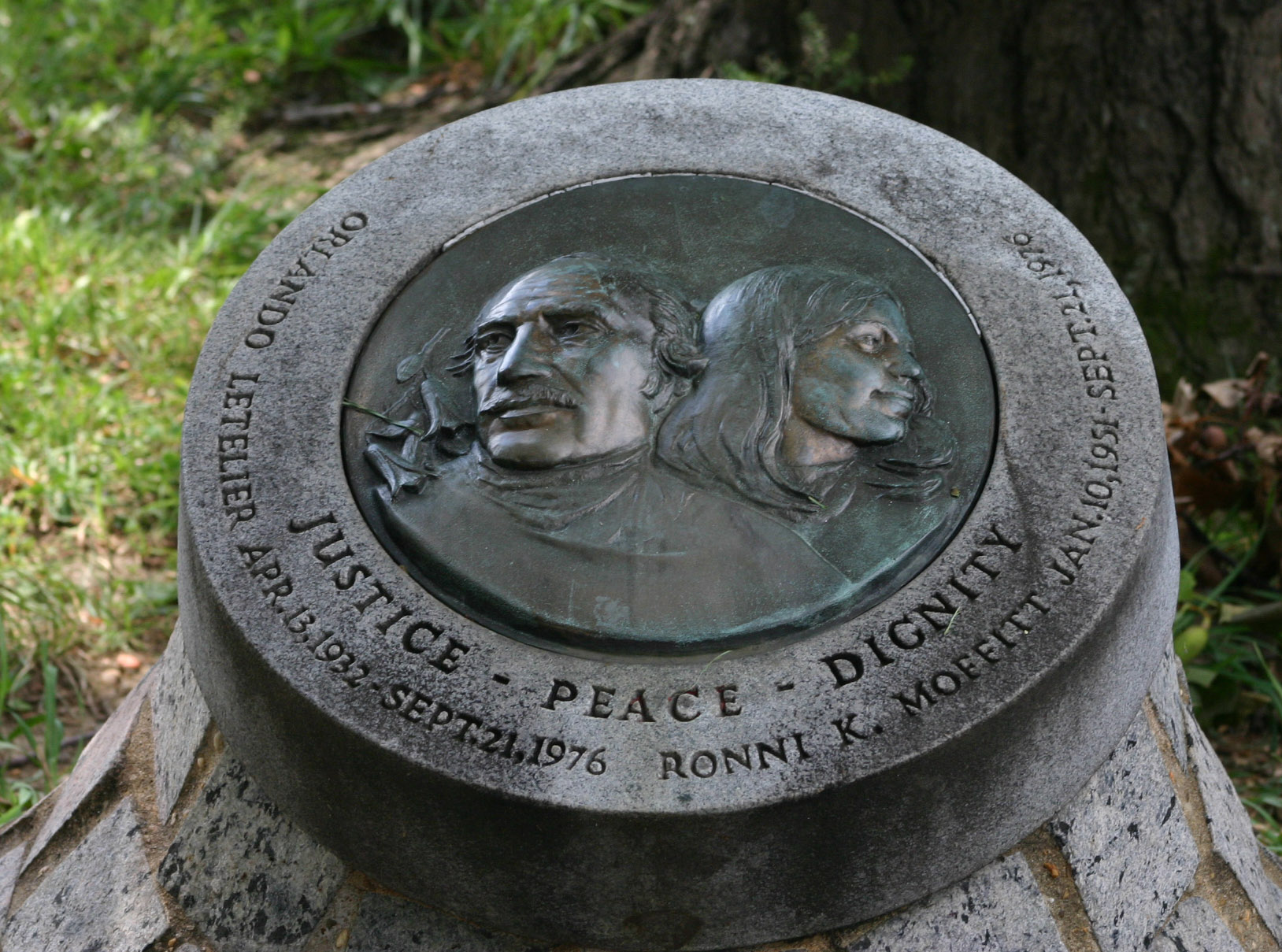
Minnesmärke över Orlando Letelier och Ronni Moffitt i Washington D.C.